# Коллебеато
Коллебеато (італ. Collebeato) — муніципалітет в Італії, у регіоні Ломбардія, провінція Брешія.
Коллебеато розташоване на відстані близько 450 км на північний захід від Рима, 85 км на схід від Мілана, 8 км на північ від Брешії.
Населення — 4692 особи (2014).
Щорічний фестиваль відбувається 25 січня. Покровитель — святий Павло.

## Демографія
Населення за роками:

Станом на 1 січня 2023 року в муніципалітеті офіційно проживало 189 іноземців з 35 країн, серед них 30 громадян країн Євросоюзу та 34 громадяни України.

## Міста-побратими
- Бівона, Італія (2004)

## Сусідні муніципалітети
- Брешія
- Челлатіка
- Кончезіо